# Gamla läroverket, Halmstad

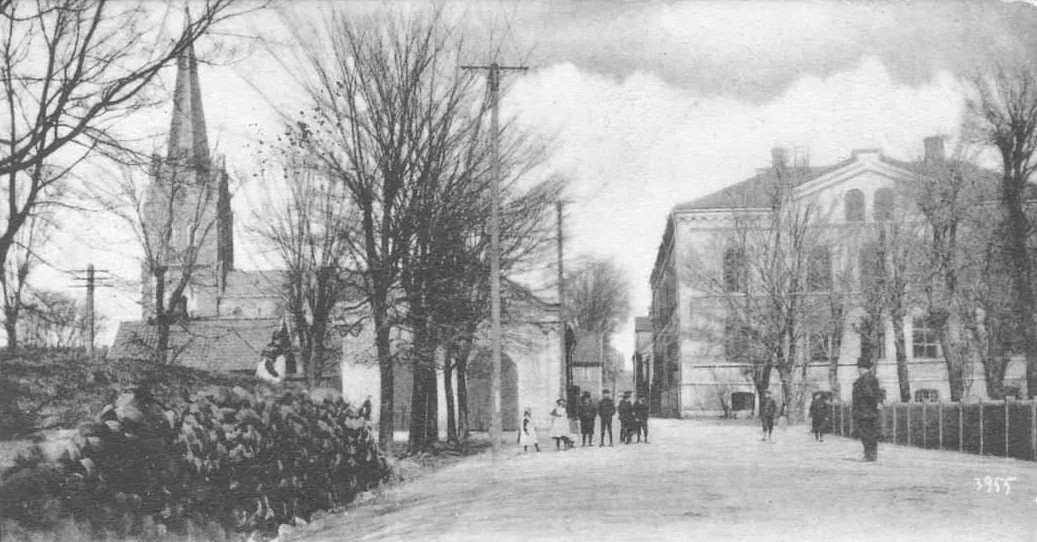
Vy från Södra vägen norrut mot Hospitalsgatan. Gamla läroverket syns till höger och landshövdingens stall till vänster om Hospitalsgatans mynning, 1902-1905. Foto: Orla Bock.

Gamla läroverket var en skolbyggnad för Elementarläroverket i Halmstad, som låg vid södra änden av Storgatan i Halmstad med framsida österut mot Gamla rådhuset och baksida utmed Hospitalsgatan. Gamla läroverket var en tvåvåningsbyggnad i gult tegel med två mindre flyglar österut mot Nissan. Det ritades av Frans Jacob Heilborn och invigdes 1869 för att ersätta läroverkets begränsade undervisningslokaler, först i ett korsvirkeshus på innergården till Twistens gård längre norrut på Storgatan och senare 1866-1868 i det tidigare rådhuset i Twistens gårds huvudbyggnad.
Skolan, som från 1878 bar namnet Halmstads högre allmänna läroverk, flyttade 1906 in i en nyuppförd byggnad på Söderlingska lyckan norr om järnvägen mot Göteborg. Där fortsatte verksamheten till 1969, då skolan - efter att 1966 ha bytt namn till Örjansskolan - flyttade till Sannarpsgymnasiet.

## Rivning
Slottsbron byggdes 1954-1956 som den andra fordonsbron över Nissan efter Österbro. Vid detta tillfälle revs Gamla rådhuset för att ge plats för en förlängning av Slottsgatan fram till det västra brofästet. Det tidigare Gamla läroverket fick då stå kvar, med Slottsgatan dragen i en krok runt och nära byggnadens södra flygel, men skolbyggnaden revs 1966 för att möjliggöra en rakare sträckning av Slottsgatan.